# اندی آنسا
اندی آنسا (انگلیسی: Andy Ansah؛ زادهٔ ۱۹ مارس ۱۹۶۹) بازیکن فوتبال اهل بریتانیا است.
از فیلم‌ها یا برنامه‌های تلویزیونی که وی در آن نقش داشته‌است می‌توان به گل ۲: زندگی در رؤیا اشاره کرد.
از باشگاه‌هایی که در آن بازی کرده‌است می‌توان به باشگاه فوتبال پیتربورو یونایتد، باشگاه فوتبال دالیچ هملت، باشگاه فوتبال گیلینگام، باشگاه فوتبال دورکینگ، باشگاه فوتبال ساوتند یونایتد، باشگاه فوتبال هیبریج، باشگاه فوتبال برنتفورد، باشگاه فوتبال بروملی، باشگاه فوتبال فارن‌بورو، باشگاه فوتبال برایتون اند هوو آلبیون، و باشگاه فوتبال لیتون اورینت اشاره کرد.